# Cystodytes guinensis
Cystodytes guinensis är en sjöpungsart som beskrevs av Wilhelm Michaelsen 1914. Cystodytes guinensis ingår i släktet Cystodytes och familjen Polycitoridae. Inga underarter finns listade i Catalogue of Life.